# Staatliche Universität Dubna
Die Staatliche Universität Dubna (russisch Государственный университет Дубна Gossudarstwennyj uniwersitet Dubna) in Dubna, Russland wurde am 1. Oktober 1994 von der Verwaltung Moskaus, dem Bildungs- und Arbeitsministerium Russlands, der Russischen Akademie der Naturwissenschaften und dem Vereinigten Institut für Kernforschung (kurz: JINR) gegründet.

## Studiengänge
Die Universität bietet Studiengänge im Bereich der Sozialwissenschaften, der Naturwissenschaften und aus technischen Bereichen an. 
- Institut für Systemanalyse und -kontrolle
- Fakultät für Wirtschaftswissenschaften
- Fakultät für Natur- und Ingenieurwissenschaften
- Fakultät für Sozial- und Humanwissenschaften

Die Ausbildung an der Universität Dubna entspricht internationalen Standards. Der europäische Bologna-Prozess wurde auf die Studiengänge angewandt. Derzeit bestehen zusätzlich folgende postgraduelle Ausbildungen an der Dubna Universität:
- Computerunterstützung, mathematische Simulation und Methoden in der wissenschaftlichen Forschung
- Sprachtheorie
- Ökogeologie
- Ökonomie und Management
- Geophysik
- Radiobiologie

## Wissenschaftliche Verbindungen
Die Universität unterhält Kontakte mit Partneruniversitäten aus anderen Ländern, u.a:
- University of Wisconsin-La Cross[2]
- University of Florida
- Oklahoma State University
- Universität Paderborn
- Universität Heidelberg
- Universität Lecce
- Universidade Federal do Rio de Janeiro
- Universität Trnava
- Universität Sofia